# Panavision
Panavision és una companyia especialitzada en la creació de càmeres i lents de filmació, amb seu a Woodland Hills, California (Estats Units).
Creada per Robert Gottschalk com una societat per crear lents. Cinemascope tenia un problema de distorsió que es produïa al centre de la imatge i que va fer que molts del primers plans dels personatges es traslladessin als costats. La Fox va encarregar a Panavision unes lents per acabar amb aquest problema i va aconseguir guanyar terreny davant Cinemascope fins al punt de fer que l'ultima pel·lícula amb aquest format es rodés al 1967.
La frase als crèdits “Filmed in Panavision” significa la utilització de les lents de l'empresa, que no les ven sinó que les lloga a través de diferents seus o representants. A més, estan fabricats amb una muntura especial que fa només siguin utilitzables amb les seves pròpies càmeres.
A mitjans de la dècada del 2000 Panavision va adquirir dues empreses independents europees que es dedicaven al lloguer de lents anamòrfiques fabricades per ells: Technovision i J-D-C. Pel·lícules destacades que van utilitzar lents Technovision són L'innocente de Luchino Visconti o Apocalypse Now de Francis Ford Coppola, amb el director de fotografia Vittorio Storaro. 
Al juny del 2010, Panavision va presentar el sistema Panavision 3D System, el qual va permetre als cinemes projectar títols 3D amb gran qualitat en pantalles blanques convencionals i en pantalles platejades, i que funcionaven amb qualsevol model de projectors tan tradicionals de 35mm com digitals. Això proporcionava programar les pel·lícules d'una manera més coherent i rendible, i poder passar d'unes sales de major capacitat a unes de menor amb menys esforç.
A finals del 2014 Panavision va adquirir Light Iron, empresa de postproducció especialitzada en dailies in situ, intermediació digital i serveis relacionats amb les produccions digitals basades en fitxers, per poder assegurar la seva posició com a proveïdor de càmeres d'alta gama i oferir serveis integrals des de la preproducció a la distribució.

## Història

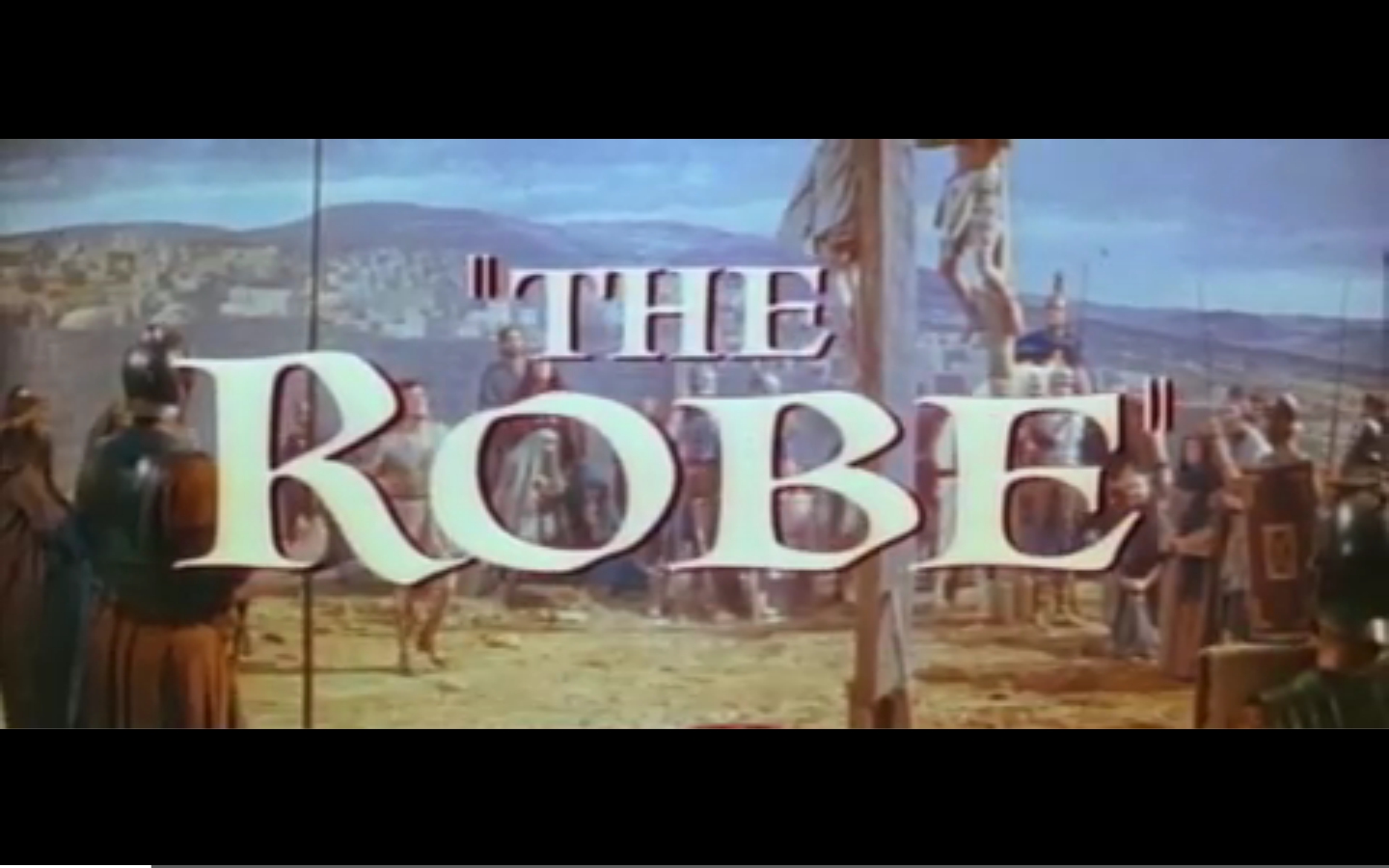
"The Robe", 1953, primera pel·lícula projectada amb el format de CinemaScope

En els anys 50, la indústria cinematogràfica estava sent amenaçada per l'arribada de la televisió (una eina que permetia visionar pel·lícules dins de casa sense haver d'anar als cinemes). Va ser en aquest moment que els grans productors van decidir establir diferències importants en el visionat per tal de cridar l'atenció del públic i recuperar audiència (en aquesta època es van començar a crear tecnologies com ara el color, el 3D, el so estèreo i les pel·lícules a pantalla gegant). El Cinerama va ser un dels primers projectors de pel·lícules a pantalla gegant. Aprofitant la necessitat de rodar pel·lícules per aquest nou format (widescreen), 20th Century Fox va crear la marca de CinemaScope, amb la qual oferia lents anamòrfiques (tecnologia novedosa de l'època). Aquestes lents permetien expandir la imatge projectada i crear una relació d'aspecte. L'any 1953 es va projectar la primera pel·lícula d'aquest format "The Robe".
Gottschalk, en veure que la companyia que facturava les lents de CinemaScope "Bausch & Lomb" estava tenint problemes a l'hora de cumplir amb les demandes d'equipament de projecció anamòrfica teatral, va decidir unir-se amb William Mann i Walter Wallin (físic òptic) per tal de dissenyar una nova lent que permetia canviar manualment la deformació lateral de la imatge. La patent va ser llançada l'11 d'agost del 1954 i, cinc anys més tard, va ser guardonada.

## Lents

### C Series
Aquesta sèrie porta des dels 60 al mercat. Utilitza lents esfèriques individuals ja existents als quals, mitjançant una nova reconstrucció, se’ls afegeix un element cilíndric frontal anamòrfic que converteix les lents esfèriques en anamòrfiques. En ser lents fabricades d'altres lents, el seu rendiment pot variar molt d'una focal a altra del mateix joc. Com a exemple, per les focals de 40, 50, 75 i 100mm, les quals van utilitzar lents Cooke Speed Panchro com a element primari, van tenir cristalls de diversos fabricants com Minolta, Pentax o Zeiss.
Són òptiques d'una mida compacta, amb un pes reduït al voltant dels 2kg, el que fa que siguin molt populars. Molt utilitzades en l'època del cel·luloide per Steadicams i populars als formats digitals, ja que redueixen la perfecció i la nitidesa dels sensors, introduint molta més suavitat i aberracions que fan que la imatge sembli més orgànica. 

### High-Speed
Van sorgir al 1976 per la demanda d'objectius ultra lluminosos en format anamòrfic. Tenen una obertura del diafragma molt gran, entre 1.6 i 1.1 en l'objectiu de 50mm. Actualment, amb els sensors digitals actuals que permeten una gran sensibilitat, no tenen un gran ús. A més, tenen el problema afegit de que no són massa compactes ni tenen un pes reduït. 

### E Series
Al 1980 va aparèixer aquesta sèrie amb l'objectiu de millorar el rendiment òptic de les C Series, perquè es necessitaven lents més nítides i netes. La gamma varia des del 28mm fins al 180mm. Parteixen de disseny específics i cristalls Nikon, això dona més igualtat entre diverses focals i jocs, important quan es filma en multicàmera. El handicap que tenen respecte les C Series són l'augment del pes i la mida i també l'augment de la distància focal fins al metre i mig.

### Primo
Aquesta sèrie anamòrfica va aparèixer l'any 1990. Ofereix la major resolució amb la menor distorsió de totes les lents de la companyia Panavision. Emula el format de 65mm, optimitzant la imatge en 35mm però sense haver de duplicar costos en el negatiu. Els inconvenients que tenen són el pes, molt elevat, i el curt rang de focals, des d'uns 35 mm fins a uns 100 mm. Inicialment, la distància focal mínima també era un problema, ja que era de més d'un metre, tot i que la sèrie Close Focus Primo va millorar aquest problema per passar-la a 75 cm. 

### G Series
Aquesta sèrie va sortir al mercat al 2006 per la demanda de les seves E Series amb una configuració mecànica igual que les C Series. Alguns dels directors que van demanar aquesta configuració van ser Mauro Fiore per la pel·lícula The Island i Emmanuel Lubezki per The New World. Tenen una mida molt compacta i un pes similar a les C Series. Eliminen el problema del diferent rendiment depenent de les focals del mateix joc i entre les mateixes focals de diferents jocs. Son lents poc lluminoses però amb el mateix rendiment òptic que les E Series. La seva focal més llarga és la de 100mm.

### Zooms AWZ2 i AZT
Es va introduir al mercat paral·lelament a les G Series. Es tracta de dos zooms amb l'element anamòrfic al principi de la lent que fa que es retinguin les característiques de les lents anamòrfiques i apertures de diafragmes més raonables. El zoom AWZ2 és un 40-80mm (T/2.8) i l'ATZ és un 70-200mm (T/3.5), amb un rendiment que permet la integració amb la resta de sèries de Panavision. Al AWZ2 també és conegut com el Bailey Zoom perquè va ser el director de fotografia John Bailey un dels que més va demanar a Panavision un zoom angular de disseny frontal pel format anamòrfic.